# Mordella signata
Mordella signata är en skalbaggsart som beskrevs av Champion 1891. Mordella signata ingår i släktet Mordella och familjen tornbaggar. Inga underarter finns listade i Catalogue of Life.